# Циркумстеларна настањива зона
Циркумстеларна настањива зона, околозвездана зона или екосфера звезде је узан прстен око матичне звезде, у којој владају услови за живот слични онима какаве познајемо на Земљи. То је простор око звезде у коме су услови погодни за стварање живота заснованог на угљенику. Одређен је висином температуре, која треба да омогући постојање течног омотача. Настањивњ зине за топлије звезде су далеко од звезде, али су и шире, јер су топлије звезде сјајније и луминозније.
Ова зона није само један појас у равни екватора звезде (како се обичо графички приказује), већ је то сфера која обавија читаву звезду. Утврђивање настањивих зона налази се у функцији трагања за животом, што понекад, губи из вида астробиолошки смисао изучавања. Јер када астробиолози и други научници говоре о животу ван наше планете онда обично они мисле на живот који нам је познат, који је у својој основи исти као овај наш на Земљи. Међутим можда дубоко у свемиру постоји сасвим другачији облици живота, засновани на неким егзотичним елементима, али то је мало вероватно и са научног становишта, за сада, необјашњиво.

## Правилнија дефиниција
Како циркумстеларна настањива зона зависи не само од типа звезде, већ и од природе тела на коме се очекује присутво течне воде, или то тело има одговарајућу атмосферу, правилнија дефиниција настањиве зоне гласила би:
| „ | То је оно подручје око звезде у оквиру којег тело планетарне масе са одговарајућом атмосфером (азот, вода, угљен-диоксид) и довољним атмосферским притиском има на својој површини течну воду. | ” |

Од 2001. године у литератури се среће и појам глактичка хабитациона зона (скраћено ГХЗ).

## Историјат
Идеја о настањивим зонама стара је преко шест деценија па њене зачетке налазимо у литератури из 1953. године. Сам термин настањива зона (енгл. habitable zone) скован је 1959. године од стране америчког астрофизичара кинеског порекла Су Шу Хуанга.
Даља сазнања о настањивим зонама како се буду развијала мењаће и њихову дефиницију, тако да ће са већим познавањем живота и дубљим продорима у тајне универзума, она претрпети још доста у свом садржају.

## Општа разматрања
Настањива зона или орбитални регион око звезде, је простор у коме земљиште налик Земљи може поседовати течну воду на својој површини и тако евентуално подржати живот. Течна вода је од суштинског значаја за живота на Земљи, па дефиниција настањиве зоне заснива се на претпоставци да ванземаљски живот мора испунити овај захтев. Ово је веома конзервативна дефиниција, јер у настањивој зони температура мора да буде у одређеном интервалу који омогућује постојање живота. Уколико се ради о воденом омотачу температура треба да се креће између 0 и 100 0С. У случају виших притисака температуре могу да буду и преко 100 0С.
Температура на површини планете не зависи само од њене близине сопоственој звезди већ и од других фактора као што је ефекат стаклене башту, који има својство да апсорбује инфрацрвено зрачење и топлоту са површине планете.
Штавише, унутрашњи извори енергије као што је радиоактивно распадање може загрејати површину планете до тачке топљења воде. Ови извори енергије могу одржавати подземне резервоаре течне воде, тако да планета може да садржи живот иако се она не налази у насељивој зони своје звезде. Земља, на пример, има испод површине биосферу, која се састоји скоро искључиво од једноставних организама који могу опстати у кисеоником сиромашној средини. Јупитеров месец Европа има течну воду у океанима који су десетине километара испод његове површине, и може имати услове за становање неких организама.
Око 40 планете, укључујући најближе екстрасоларне планете, које су у систему Проксима Кентаури, и три планете систему Трапист-1, поседује орбите унутар настањива зона њихових звезда. Тако су нпр. астрономи Европске јужне осперваторије (ESO) 24. августа 2016. године саопштили су да је у сазвежђу Кентаури откривена планета слична Земљи, названа Проксима Кентаури Б. Ова планета орбитира у настањивој зони око Проксиме Кентаури на растојању од приближно 0,05 астрономских јединица (око 7 милиона километара). Маса јој је процењена на око 1,3 Земљине, а круг око Проксиме Кентаури направи за око 11,2 земаљска дана. Процењена температура на површини планете омогућује постојање текуће воде.
Астрономи су такође користили климатске симулације за екстрасоларне планете (нпр попут Кеплера-452Б) и утврдили да могу имати површинску воду под правим климатским условима. Маса планете Кеплер-452б је вероватно пет пута већа од Земљине, а сила теже двоструко јача од оне на Земљи, иако су израчунате масе егзопланете само грубе процене. Ако се ради о терестричкој планети, онда је највероватније Суперземља са много активних вулкана због тога што има већу масу и густину. Облаци на планети би тада били густи и магловити, а гледано из свемира покривали би велики део површине. Кеплер-452 би изгледао скоро идентично као Сунце ако би се гледао са површине Кеплер-452б егзопланте.
Није познато да ли је Кеплер-452б терестричка планета или мала гасовита планета, али обзиром на његов мали полупречник, постоји релативно велика вероватноћа (између 49% и 62%) да је стеновита планета. Није познато да ли Кеплер-452б има настањиву средину, али је познато да кружи око звезде типа G2V, као што је Сунце, уз скоро идентичну температуру и масу али са 20% већом луминисценцијом. Међутим, звезда је стара око 6 милијарди година, што је 1,5 милјарди година више од Сунца. У овој фази развоја звезде, Кеплер-452б прима 10% више енергије од своје звезде него што тренутно Земља прима од Сунца. Ако је Кеплер-452б стеновита планета, могуће је да је на њој присутан ефекат стаклене баште сличан оном на Венери.

## Сунчев систем
У сунчевом систему, зона погодна за живот покрива празнину од 0,95 до 1,37 астрономских јединица од Сунца и у овој области су планете Венус, Земља и Марс. Научници верују да ће колонизација простора у соларном систему у првој фази покрити само подручје које је погодно за живот.

### Земљина орбитална температура
Како Земљина орбита није круг, морају се узети у обзир параметре елипсе. Радијус земаљине орбиталне равни је једнак:
{\displaystyle R_{EA}=1.52097701\cdot 10^{11}}м
Радијус земљине орбиталне равни је:
{\displaystyle R_{EP}=1.47098074\cdot 10^{11}}м.
Магнитуда полумесеца Земљине орбите:
{\displaystyle a_{E}=R_{E.orb}=1.495978875\cdot 10^{11}}м,
а величина ексцентричности::
{\displaystyle \epsilon _{E}={\frac {\xi _{E}-1}{\xi _{E}+1}}=0.016710219},
где је {\displaystyle \xi _{E}={\frac {R_{EA}}{R_{EP}}}=1.033988392}.
Соларна светлост је константна за Сунчев систем:
{\displaystyle L_{\text{Sol}}=4\pi R_{\text{Sol}}\sigma T_{\text{Sol}}^{4}=3.8460\cdot 10^{26}}Вт,
где је:
{\displaystyle R_{\text{Sol}}=6.955\cdot 10^{8}} м — радіус Сонця;
{\displaystyle T_{\text{Sol}}=5780} К — температура поверхні Сонця;
{\displaystyle \sigma ={\frac {\pi ^{2}k_{B}^{4}}{60c^{2}\hbar ^{3}}}=5.6703730\cdot 10^{-8}} Вт/(м2·К4) .
Вредност температуре (потенцијала) у орбити Земље одређена је формулом:
{\displaystyle T_{i}=\left({\frac {L_{\text{Sol}}}{4\pi R_{i}^{2}\sigma }}\right)^{1/4}}К.
Температура у орбити за различите екстремне тачке дата је у овој табели:
| n/n | Радијус орбите, м                                        | Температура, К |
| --- | -------------------------------------------------------- | -------------- |
| 1   | {\displaystyle R_{EP}=1.47098074\cdot 10^{11}}           | 397,4          |
| 2   | {\displaystyle a_{E}=R_{E.orb}=1.495978875\cdot 10^{11}} | 394,1          |
| 3   | {\displaystyle R_{EA}=1.52097701\cdot 10^{11}}           | 390,8          |

Очигледно је да су вредности температуре зрачења Сунца у орбити Земље довољне за постојање воде у свим њеним деловима. Тачка топљења воде једнака је:
{\displaystyle T_{m}(H_{2}O)=273.16}К,
и температуре испаравања:
{\displaystyle T_{w}(H_{2}O)=373.16}К.
Према томе, у свим деловима орбите Земље, имамо низ потенцијалних температура (390,8 — 397,4) К, које прелазе тачку кључања воде! Ово ствара одређену количину одраза сунчеве светлости из атмосфере, у земљишту, води и снегу (леду). Такође је јасно да Марс не испуњава ово услове јер не поседује ватросталну чврстоћу на своје површини и атмосферу. Потенцијална температура у орбити Марс је једнака:
{\displaystyle T_{\text{Mars}}=\left({\frac {L_{Sol}}{4\pi R_{\text{Mars}}^{2}\sigma }}\right)^{1/4}=319.255}К,
где је {\displaystyle R_{\text{Mars}}=2.27939\cdot 10^{11}}м — је радијус орбите Марса.